# Женска фудбалска репрезентација Белгије
Женска фудбалска репрезентација Белгије ( , фр. Équipe de Belgique féminine de football, хол. Belgisch voetbalelftal (vrouwen) је национални фудбалски тим који представља Белгију на међународним такмичењима и под контролом је Фудбалског савеза Белгије, владајућег тела за фудбал у Белгији.

## Историја
Белгија је свој први меч одиграла 30. маја 1976.  против Француске, на стадиону Огист Делон у Ремсу у Француској. Утакмица је завршена победом од белгијанки од 2 : 1. Годину дана након овог дебија, белгијски тим је играо против Швајцарске и Француске, у оба меча је остварила нерешен резултат, 2 : 2 и 1 : 1. Следеће године су поново играли са истим тимовима, овог пута победивши обе утакмице са 1 : 0 и 2 : 0. Уследила је још једна победа против Југославије са 1 : 0. Први пораз белгијске репрезентације је био од Енглеске: 3 : 0, након чега је уследио пораз од 2 : 0 од Француске и нерешено 2 : 2 против Холандије. Наредних година Белгија је наставила да игра углавном против европских тимова.

## Достигнућа

### Индивидуална
Ажурирано 12 April 2022
| #  | Име             | Период    | Утакмица |
| -- | --------------- | --------- | -------- |
| 1  | Џенис Кајман    | 2007–     | 126      |
| 2  | Алине Зелер     | 2005–2019 | 111      |
| 3  | Теса Вулаерт    | 2011–     | 109      |
| 4  | Давина Филтјенс | 2008–     | 108      |
| 5  | Хелен Жакес     | 2007–2020 | 97       |
| 6  | Џули Бисманс    | 2011–     | 92       |
| 7  | Мауд Коутерелс  | 2004–     | 90       |
| 8  | Фемке Маес      | 1996–2009 | 85       |
| 9  | Тине Де Кагни   | 2014–     | 75       |
| 10 | Лаура Делос     | 2015–     | 68       |

| #  | Име                 | Период    | Голова | Утакмица |
| -- | ------------------- | --------- | ------ | -------- |
| 1  | Теса Вулаерт        | 2011–     | 67     | 109      |
| 2  | Џенис Кајман        | 2007–     | 47     | 126      |
| 3  | Тине Де Кагни       | 2014–     | 37     | 75       |
| 4  | Алине Зелерт        | 2009–2019 | 29     | 111      |
| 5  | Фемке Маес          | 1996–2009 | 25     | 85       |
| 6  | Кристел Верелст     | 1998–2009 | 18     | 46       |
| 7  | Миријам Ванслембрук | 1992–1996 | 16     | 21       |
| 8  | Кристине Саеленс    | 1993–2003 | 13     | 41       |
| 9  | Сесил Карнол        | 1996–2003 | 12     | 37       |
| 10 | Давина Филтјенс     | 2008–     | 10     | 108      |
| 10 | Давинија Ванмешелен | 2016–     | 10     | 47       |

### Екипа
ажурирано: 25. новембар 2021.:
- Најубедљивија победа женске репрезентације Белгије је 19 : 0, а била је остварена против Јерменије 25. новембра 2021.
- Највишља позиција Белгије на ФИФА ранг листи је била 17. (у децембру 2019.)

## Такмичарски рекорд

### Светско првенство за жене
| 1991                                                                           | Нису се квалификовале | Нису се квалификовале | Нису се квалификовале | Нису се квалификовале | Нису се квалификовале | Нису се квалификовале | Нису се квалификовале | Нису се квалификовале | 6      | 1      | 0      | 5      | 1      | 12     |
| 1995                                                                           | Нису се квалификовале | Нису се квалификовале | Нису се квалификовале | Нису се квалификовале | Нису се квалификовале | Нису се квалификовале | Нису се квалификовале | Нису се квалификовале | 6      | 2      | 1      | 3      | 15     | 13     |
| 1999                                                                           | Нису се квалификовале | Нису се квалификовале | Нису се квалификовале | Нису се квалификовале | Нису се квалификовале | Нису се квалификовале | Нису се квалификовале | Нису се квалификовале | 8      | 0      | 1      | 7      | 6      | 23     |
| 2003                                                                           | Нису се квалификовале | Нису се квалификовале | Нису се квалификовале | Нису се квалификовале | Нису се квалификовале | Нису се квалификовале | Нису се квалификовале | Нису се квалификовале | 6      | 5      | 0      | 1      | 13     | 9      |
| 2007                                                                           | Нису се квалификовале | Нису се квалификовале | Нису се квалификовале | Нису се квалификовале | Нису се квалификовале | Нису се квалификовале | Нису се квалификовале | Нису се квалификовале | 8      | 0      | 0      | 8      | 8      | 25     |
| 2011                                                                           | Нису се квалификовале | Нису се квалификовале | Нису се квалификовале | Нису се квалификовале | Нису се квалификовале | Нису се квалификовале | Нису се квалификовале | Нису се квалификовале | 8      | 3      | 1      | 4      | 18     | 13     |
| 2015                                                                           | Нису се квалификовале | Нису се квалификовале | Нису се квалификовале | Нису се квалификовале | Нису се квалификовале | Нису се квалификовале | Нису се квалификовале | Нису се квалификовале | 10     | 6      | 1      | 3      | 34     | 11     |
| 2019                                                                           | Нису се квалификовале | Нису се квалификовале | Нису се квалификовале | Нису се квалификовале | Нису се квалификовале | Нису се квалификовале | Нису се квалификовале | Нису се квалификовале | 8      | 4      | 2      | 1      | 11     | 8      |
| 2023                                                                           | У току                | У току                | У току                | У току                | У току                | У току                | У току                | У току                | У току | У току | У току | У току | У току | У току |
| Укупно                                                                         | –                     | –                     | –                     | –                     | –                     | –                     | –                     | –                     | 60     | 21     | 6      | 32     | 106    | 114    |
| \| :*Жребови укључују утакмице где је одлука пала извођењем једанаестераца. \| |                       |                       |                       |                       |                       |                       |                       |                       |        |        |        |        |        |        |
| :*Жребови укључују утакмице где је одлука пала извођењем једанаестераца.       |                       |                       |                       |                       |                       |                       |                       |                       |        |        |        |        |        |        |

### Европско првенство у фудбалу за жене
| 1984                                                                           | Нису се квалификовале | Нису се квалификовале | Нису се квалификовале | Нису се квалификовале | Нису се квалификовале | Нису се квалификовале | Нису се квалификовале | Нису се квалификовале | 6                                                                          | 1                                                                          | 3                                                                          | 2                                                                          | 7                                                                          | 12                                                                         |
| 1987                                                                           | Нису се квалификовале | Нису се квалификовале | Нису се квалификовале | Нису се квалификовале | Нису се квалификовале | Нису се квалификовале | Нису се квалификовале | Нису се квалификовале | 6                                                                          | 1                                                                          | 0                                                                          | 5                                                                          | 6                                                                          | 17                                                                         |
| 1989                                                                           | Нису се квалификовале | Нису се квалификовале | Нису се квалификовале | Нису се квалификовале | Нису се квалификовале | Нису се квалификовале | Нису се квалификовале | Нису се квалификовале | 8                                                                          | 2                                                                          | 4                                                                          | 2                                                                          | 7                                                                          | 4                                                                          |
| 1991                                                                           | Нису се квалификовале | Нису се квалификовале | Нису се квалификовале | Нису се квалификовале | Нису се квалификовале | Нису се квалификовале | Нису се квалификовале | Нису се квалификовале | 6                                                                          | 1                                                                          | 0                                                                          | 5                                                                          | 1                                                                          | 12                                                                         |
| 1993                                                                           | Нису се квалификовале | Нису се квалификовале | Нису се квалификовале | Нису се квалификовале | Нису се квалификовале | Нису се квалификовале | Нису се квалификовале | Нису се квалификовале | 4                                                                          | 1                                                                          | 2                                                                          | 1                                                                          | 1                                                                          | 8                                                                          |
| 1995                                                                           | Нису се квалификовале | Нису се квалификовале | Нису се квалификовале | Нису се квалификовале | Нису се квалификовале | Нису се квалификовале | Нису се квалификовале | Нису се квалификовале | 6                                                                          | 2                                                                          | 1                                                                          | 3                                                                          | 15                                                                         | 13                                                                         |
| 1997                                                                           | Нису се квалификовале | Нису се квалификовале | Нису се квалификовале | Нису се квалификовале | Нису се квалификовале | Нису се квалификовале | Нису се квалификовале | Нису се квалификовале | Белгија и 17 других нација нису биле део одговарајуће квалификационе групе | Белгија и 17 других нација нису биле део одговарајуће квалификационе групе | Белгија и 17 других нација нису биле део одговарајуће квалификационе групе | Белгија и 17 других нација нису биле део одговарајуће квалификационе групе | Белгија и 17 других нација нису биле део одговарајуће квалификационе групе | Белгија и 17 других нација нису биле део одговарајуће квалификационе групе |
| 2001                                                                           | Нису се квалификовале | Нису се квалификовале | Нису се квалификовале | Нису се квалификовале | Нису се квалификовале | Нису се квалификовале | Нису се квалификовале | Нису се квалификовале | Белгија и 16 других нација нису биле део одговарајуће квалификационе групе | Белгија и 16 других нација нису биле део одговарајуће квалификационе групе | Белгија и 16 других нација нису биле део одговарајуће квалификационе групе | Белгија и 16 других нација нису биле део одговарајуће квалификационе групе | Белгија и 16 других нација нису биле део одговарајуће квалификационе групе | Белгија и 16 других нација нису биле део одговарајуће квалификационе групе |
| 2005                                                                           | Нису се квалификовале | Нису се квалификовале | Нису се квалификовале | Нису се квалификовале | Нису се квалификовале | Нису се квалификовале | Нису се квалификовале | Нису се квалификовале | 8                                                                          | 1                                                                          | 0                                                                          | 7                                                                          | 5                                                                          | 39                                                                         |
| 2009                                                                           | Нису се квалификовале | Нису се квалификовале | Нису се квалификовале | Нису се квалификовале | Нису се квалификовале | Нису се квалификовале | Нису се квалификовале | Нису се квалификовале | 8                                                                          | 3                                                                          | 1                                                                          | 4                                                                          | 7                                                                          | 15                                                                         |
| 2013                                                                           | Нису се квалификовале | Нису се квалификовале | Нису се квалификовале | Нису се квалификовале | Нису се квалификовале | Нису се квалификовале | Нису се квалификовале | Нису се квалификовале | 10                                                                         | 6                                                                          | 2                                                                          | 2                                                                          | 18                                                                         | 8                                                                          |
| 2017                                                                           | Групна фаза           | 10.                   | 3                     | 1                     | 0                     | 2                     | 3                     | 3                     | 8                                                                          | 5                                                                          | 2                                                                          | 1                                                                          | 27                                                                         | 5                                                                          |
| 2022                                                                           | Четвртфинале          | 8.                    | 4                     | 1                     | 1                     | 2                     | 3                     | 4                     | 8                                                                          | 7                                                                          | 0                                                                          | 1                                                                          | 37                                                                         | 5                                                                          |
| Укупно                                                                         | Четвртфинале          | 2/13                  | 7                     | 2                     | 1                     | 4                     | 6                     | 7                     | 78                                                                         | 30                                                                         | 15                                                                         | 33                                                                         | 131                                                                        | 138                                                                        |
| \| :*Жребови укључују утакмице где је одлука пала извођењем једанаестераца. \| |                       |                       |                       |                       |                       |                       |                       |                       |                                                                            |                                                                            |                                                                            |                                                                            |                                                                            |                                                                            |
| :*Жребови укључују утакмице где је одлука пала извођењем једанаестераца.       |                       |                       |                       |                       |                       |                       |                       |                       |                                                                            |                                                                            |                                                                            |                                                                            |                                                                            |                                                                            |

### Куп Алгарве у фудбалу за жене
Белгија је позвана да игра на Купу Алгарвеа 2016. у Португалији и завршила је на петом месту од осам тимова. Екипе су биле подељене у две групе, после групне фазе одигране су утакмице за пласман међу подједнако рангираним екипама из обе групе. Белгија је завршила на трећем месту у Групи А и победила је у мечу за пласман против Русије (треће место у Групи Б) са 5 : 0.

### Куп Кипра за жене
До 2019. године, Белгија је четири пута позивана на Куп Кипра. Први наступ је имала 2015. године. Те године су сврстани у групу Ц, са Мексиком, Чешком и Јужном Африком, и завршили на последњем месту у групи. Изгубили су и меч за пласман (после пенала) против Јужне Кореје, што је резултирало последњим местом од свих 12 тимова. Белгија је 2017. завршила на трећем месту у Групи А са Швајцарском, Северном Корејом и Италијом, и на крају стигла до седмог места од 12 након победе у мечу за пласман против Аустрије.
Белгија је такође позвана да игра турнир 2018. године, у групи са Аустријом, Чешком и Шпанијом. Завршили су на другом месту у групи иза коначног победника Шпаније, а укупно пети (од 12) након победе у мечу за пласман против Јужне Африке. Белгија се вратила на Куп Кипра 2019. године. Били су у групи Ц са Аустријом, Словачком и Нигеријом. Белгија је завршила на трећем месту пошто је у мечу за треће место победила Аустрију на пенале.